# 杉若恵亮
杉若 恵亮（すぎわか えりょう、1959年（昭和34年）12月24日 - ）は、京都府出身。亀岡市にある日蓮宗法華寺三十五世住職を務める。父は杉若恵隆。「出逢いあれば別れあり。別れなき出会いはないが、別れるために出逢うのではない」を信条に、1988年（昭和63年）より「つきいちボンサンと語ろう会〜ボンズクラブ」を毎月開催し続けている。テレビ・ラジオを通じての人との出逢いも精力的に進める。宗派の僧侶でつくる「京都立正平和の会」でも活動中。
座右の銘：我を非として、当たうもの吾が師なり

## 出演テレビ
- 京都最新情報（KBS京都・関西テレビ☆京都チャンネル）
- 京都!ちゃちゃちゃっ（KBS京都・関西テレビ☆京都チャンネル）
- ぶっちゃけ寺 (テレビ朝日)

## 出演ラジオ
- 京都三条ボンズカフェ　（京都コミュニティ放送/京都三条ラジオカフェ）
- あなたに伝えたい大切な道〜スイスイ・夢のナビゲーション〜（第五十回放送）　（ABCラジオ）